# Nbeika
Nbeika è uno dei tre comuni del dipartimento di Moudjeria, situato nella regione di Tagant in Mauritania. Contava 20 766 abitanti nel censimento della popolazione del 2007.